# Cisticola nigriloris
El cistícola enmascarado (Cisticola nigriloris) es una especie de ave paseriforme de la familia Cisticolidae endémica del sur de la región de los Grandes Lagos de África.

## Descripción
Es un cistícola de gran tamaño, de unos 16 cm de largo, incluida su cola escalonada, con el plumaje de las partes superiores de tonos castaños, y las inferiores blanquecinas. Presenta el lorum de color negro, lo que da nombre a la especie.
A diferencia de otras especies de su género, tiene la espalda de color uniforme y solo presenta veteado negro en las alas.

## Distribución y hábitat
Se encuentra únicamente en las proximidades del sureste del lago Tanganica y el norte del lago Malaui y las montañas aledañas, distribuido por el norte de Malaui, el suroeste de Tanzania y el noreste de Zambia.
Su hábitat natural son los herbazales húmedos tropicales y las zonas de matorral de montaña.